# Steel Visitor Center
Le Steel Visitor Center est un office de tourisme américain situé dans le comté de Klamath, dans l'Oregon. Protégé au sein du parc national de Crater Lake, le bâtiment qui l'abrite a été construit à compter de 1932 pour servir de dortoir aux rangers du National Park Service. Cet édifice dans le style rustique du National Park Service est une propriété contributrice au district historique de Munson Valley, un district historique inscrit au Registre national des lieux historiques depuis le 1er décembre 1988.